# 土御門凞光
土御門 凞光（つちみかど ひろみつ、1917年（大正6年）12月1日 - 1944年（昭和19年）5月12日）は、日本の華族。爵位は子爵。旧姓は三室戸（みむろど）。名前の「凞」は「冫」「臣」「巳」「灬」だが、この字はJIS X 0208に含まれていないため、他の字で代替して表記されることもある。
社団法人大日本陰陽会(現 社団法人日本易学連合会)副総裁などを歴任した。また土御門神道を継承する当主として「土御門神道同門会」の総裁も務めた。

## 概要
天文、暦道、陰陽道を家業としていた土御門家の当主である。安倍晴明など著名な陰陽師を輩出した安倍氏の嫡流であるが、明治維新以降は陰陽道も衰退し、土御門家伝来の特権も失われていた。そのような情勢下で大日本陰陽会の副総裁に就任するなど、易占や陰陽道の振興に努めたが、早世した。

## 来歴

### 生い立ち
1917年12月、農学者の三室戸善光の長男として生まれた。三室戸家は明治維新前は名家の家格を有しており、維新後は子爵となっていた。父である善光は、三室戸家当主の三室戸和光の三男であった。
その後、善光は華族の土御門晴行の養子となり、名を晴善と改めた。土御門家は、維新前は半家の家格を有しており、維新後は子爵となっていた。かつては天文、暦道、陰陽道を家業としていたが、明治に入ると陰陽道は衰退の一途を辿り、家業にまつわる特権なども失われていった。なお、父である晴善は、東京高等蚕糸学校教授などを経て、のちに貴族院議員を務めることになる。

### 華族として
1934年4月、父である土御門晴善が死去した。同年5月、晴善の長男として子爵の爵位を継ぎ、家督を相続した。1938年4月4日、第2回全国易道大会が開催され、社団法人である大日本陰陽会（のちの日本易学連合会）の副総裁に就任した。総裁には伊勢神宮大宮司の三室戸和光の養嗣子である三室戸敬光が就いた。晴善と敬光とは実の従兄弟同士であるため、凞光にとって敬光は実の従叔父にあたる。大日本陰陽会の副総裁として、易占や陰陽道の振興を図ろうとするも、1944年5月に早世した。嗣子がなかったことから、土御門家の家督と爵位は弟の土御門範忠が養子として継承した。

## 家族・親族
- 三室戸和光（祖父） - 公家、神職
- 武田千代三郎（祖父） - 法制官僚
- 土御門晴善（父） - 農学者、政治家
- 三室戸敬光（従叔父） - 教育者、政治家

## 略歴
- 1917年 - 誕生。
- 1938年 - 大日本陰陽会副総裁。
- 1944年 - 死去。

## 栄典
- 1934年 - 子爵。